# Lake of the Woods County
Das Lake of the Woods County ist ein County im US-amerikanischen Bundesstaat Minnesota. Im Jahr 2020 hatte das County 3763 Einwohner und eine Bevölkerungsdichte von 1,1 Einwohnern pro Quadratkilometer. Der Verwaltungssitz (County Seat) ist Baudette.
Im Lake of the Woods County liegen Teile der Red Lake Reservation der Ojibwe.

## Geografie
Das County liegt im äußersten Norden von Minnesota am Lake of the Woods und dem in diesen mündenden Rainy River, der die Grenze zu Kanada bildet. Es hat eine Fläche von 4597 Quadratkilometern, wovon 1239 Quadratkilometer Wasserfläche sind. Zum County gehört der so genannte Northwest Angle, der einzige Teil der USA außerhalb Alaskas, der nördlich des 49. Breitengrades liegt. Da Alaska keine Countys hat, ist das Lake of the Woods County das nördlichste County der Vereinigten Staaten. An das Lake of the Woods County grenzen folgende Nachbarcountys und -distrikte:
| Provinz Manitoba (Kanada) | Kenora District (Ontario, Kanada) |                                         |
| Roseau County             |                                   | Rainy River District, (Ontario, Kanada) |
|                           | Beltrami County                   | Koochiching County                      |

## Geschichte
Das Lake of the Woods County wurde am 28. November 1922 aus Teilen des Beltrami County gebildet. Benannt wurde es nach dem Lake of the Woods, der die nördliche Grenze darstellt.

## Demografische Daten
Nach der Volkszählung im Jahr 2010 lebten im Lake of the Woods County 4045 Menschen in 1728 Haushalten. Die Bevölkerungsdichte betrug 1,2 Einwohner pro Quadratkilometer. In den 1728 Haushalten lebten statistisch je 2,35 Personen.
Ethnisch betrachtet setzte sich die Bevölkerung aus 96,0 Prozent Weißen, 0,4 Prozent Afroamerikanern, 0,7 Prozent amerikanischen Ureinwohnern, 0,8 Prozent Asiaten sowie aus anderen ethnischen Gruppen zusammen; 2,0 Prozent stammten von zwei oder mehr Ethnien ab. Unabhängig von der ethnischen Zugehörigkeit waren 1,2 Prozent der Bevölkerung spanischer oder lateinamerikanischer Abstammung.
19,7 Prozent der Bevölkerung waren unter 18 Jahre alt, 60,1 Prozent waren zwischen 18 und 64 und 20,2 Prozent waren 65 Jahre oder älter. 48,9 Prozent der Bevölkerung war weiblich.

Das jährliche Durchschnittseinkommen eines Haushalts lag bei 43.523 USD. Das Pro-Kopf-Einkommen betrug 25.999 USD. 15,9 Prozent der Einwohner lebten unterhalb der Armutsgrenze.

## Ortschaften im Lake of the Woods County
Citys
- Baudette
- Roosevelt1
- Williams

Census-designated place (CDP)
- Angle Inlet

Andere Unincorporated Communities
| - Arnesen - Birch Beach - Carp - Clementson | - Faunce - Hackett - Long Point - Oak Island | - Penasse - Sandy Shores - Wheeler’s Point |

1 – teilweise im Roseau County

## Gliederung
Das Lake of the Woods County ist neben den drei Citys in 23 Townships eingeteilt:
| Township             | Einwohner (2010) | FIPS     |
| -------------------- | ---------------- | -------- |
| Angle Township       | 119              | 27-01550 |
| Baudette Township    | 345              | 27-04027 |
| Boone Township       | 36               | 27-06966 |
| Chilgren Township    | 182              | 27-11322 |
| Forest Area Township | 5                | 27-21690 |
| Gudrid Township      | 219              | 27-26250 |
| Kiel Township        | 1                | 27-33048 |
| Lakewood Township    | 85               | 27-35208 |

| Township             | Einwohner (2010) | FIPS     |
| -------------------- | ---------------- | -------- |
| McDougald Township   | 225              | 27-38988 |
| Myhre Township       | 180              | 27-44887 |
| Potamo Township      | 107              | 27-52208 |
| Prosper Township     | 164              | 27-52672 |
| Rapid River Township | 12               | 27-53212 |
| Rulien Township      | 0                | 27-56238 |
| Spooner Township     | 190              | 27-61726 |
| Swiftwater Township  | 60               | 27-63945 |

| Township          | Einwohner (2010) | FIPS     |
| ----------------- | ---------------- | -------- |
| Township 157-30   | 1                | 27-65298 |
| Township 158-30   | 36               | 27-65300 |
| Victory Township  | 7                | 27-67044 |
| Wabanica Township | 237              | 27-67368 |
| Walhalla Township | 131              | 27-67782 |
| Wheeler Township  | 281              | 27-69849 |
| Zippel Township   | 118              | 27-72264 |